# Raphael Fliss
Raphael Michael Fliss (ur. 25 października 1930 w Milwaukee, Wisconsin, zm. 21 września 2015) – amerykański duchowny katolicki, biskup Superior w latach 1985–2007.

## Życiorys
Święcenia kapłańskie otrzymał 26 maja 1956 i inkardynowany został do archidiecezji Milwaukee. W 1965 uzyskał doktorat z teologii na Uniwersytecie Laterańskim w Rzymie.
5 listopada 1979 papież Jan Paweł II mianował go koadiutorem biskupa Superior. Sakry udzielił mu bp George Albert Hammes, ówczesny ordynariusz Superior. Sukcesję przejął po pięciu latach 27 czerwca 1985. Na emeryturę przeszedł 28 czerwca 2007.